# Ocala
Ocala é uma cidade localizada no estado americano da Flórida, no condado de Marion, do qual é sede. Foi incorporada em 1885.

## História
Ocala é localizada perto do que se pensa ter sido o lugar de Ocale ou Ocali, a maior vila Timicua e Chiefdom (área ou região governada por um chefe) durante o século XVI. A cidade atual levou o nome da histórica vila, nome este que acreditam significar “A Grande Rede”, na língua Timucua. Hernando de Soto passou por Ocala durante sua famosa expedição através do que hoje é o sudeste dos Estados Unidos da América, em 1539. Ocala não é mencionada em relatos posteriores; o que nos faz pensar que foi abandonada durante o ataque dos Soto.
Em 1827, o posto militar norte americano de “Fort King” foi estabelecido perto do que hoje é Ocala, um amortecedor entre a tribo nativa norte americana dos Seminole e os colonos brancos. O Forte serviu durante a Segunda Guerra dos Seminole e, posteriormente, tornou-se o primeiro tribunal do condado de Marion, em 1844. Fort King foi a gênese da cidade atual de Ocala, que foi estabelecida em 1846. A grande Ocala é conhecida como o “Reino do Sol”. As ferrovias chegaram em Ocala em junho de 1881, estimulando o desenvolvimento econômico. Dois anos depois, muito do que era a região central de Ocala foi destruída por um incêndio no Dia de Ação de Graças, em 1883. Construções foram refeitas com tijolos, granito e aço em vez de madeira. Em 1888, Ocala ficou conhecida em nível estadual como “A Cidade de Tijolos”.
Em dezembro de 1890, a Aliança dos Fazendeiros e a União Industrial, os precursores do Populist Party, um partido político norte americano de tendências de esquerda que teve uma curta duração, realizou sua convenção nacional em Ocala. Na convenção, a Aliança adotou uma plataforma que ficaria conhecida como “Ocala Exige”. Nesta plataforma incluem propostas como a abolição de bancos nacionais, empréstimos do governo a juros baixos, cunhagem livre e ilimitada cunhagem de prata, recuperação do excesso de terras para as ferrovias pelo governo, um Imposto de Renda individual aumentando junto à base tributável, e eleições diretas para o cargo de senador nos Estados Unidos da América. Muito do que o “Ocala Exige” apresentava como propostas se tornou a plataforma do Populist Party.
Ocala foi um importante centro de produção de frutas cítricas até o Grande Congelamento, em 1894/1895.
No século XXI , houve um aumento do destaque de Ocala como um centro de turismo na Florida. Importante atrações incluem o Silver Springs Nature Theme Park, Wild Waters Water Park e, agora extinto, Western-themed Six Gun Territory, todos próximos de Silver Springs, Florida. Silver Springs é um parque temático natural com cerca de 1,4 km² que rodeia as cabeceiras do Silver River, a maior formação de fonte artesiana no mundo.
A primeira fazenda de cavalos Puro Sangue Ingleses na Florida foi criada por Carl G. Rose, em 1943. Anteriormente, em 1916, Rose veio à Florida de Indiana para inspecionar a primeira estrada com asfalto construída no estado. Quando este teve problemas com o asfalto, improvisou e experimentou um dos mais abundantes recursos da Florida: o calcário. Ele também percebeu que o calcário seria uma boa fonte de nutrição para a criação de cavalos fortes, então ele fez uma aposta, em 1943, e comprou áreas ao longo da Rodovia Estadual 200, a 10 dólares por acre, áreas estas que se tornaram o que hoje é a Fazenda Rosemere. No ano seguinte, um de seus cavalos, Gornil, venceu no Parque Tropical de Miami, fazendo dele o primeiro cavalo Puro Sangue Ingles criado na Florida a vencer uma corrida no estado. Próximo de Rose, o empresário Bonnie Heath logo estabeleceu sua própria fazenda de criação de cavalos Puro Sangue Ingleses e produziu o primeiro cavalo vencedor da Florida na corrida Kentucky Derby. Ambos estes homens tem Rodovias proeminentes nomeadas em homenagem a eles em Ocala. A Fazenda de Bonnie Heath é agora propriedade e também operada pelo seu filho, Bonnie Heath III, e sua esposa Kim. A Fazenda Rosemere foi vendida há muito tempo, sendo o Ocala Paddock Shopping e o Colégio Central da Flórida construídos em sua antiga localidade.
Em 1956, a indústria local de criação de cavalos Puro Sangue Ingleses recebeu um impulso quando Needles se tornou o primeiro cavalo criado na Florida a vencer o Kentucky Derby. Em 1978, Affirmed, um cavalo nascido e criado no Condado de Marion venceu o Triple Crown. Hoje, o Condado de Marion é um dos maiores criadores de cavalos Puro Sangue Ingleses no mundo, com mais de 1,200 fazendas de cavalos no total, e cerca de 900 de criação de cavalos de raças puras, totalizando cerca de 77,000 acres (310 km²). Ocala é conhecida como a capital mundial dos cavalos, é uma de apenas 5 cidades, sendo quatro nos EUA e uma na França, que são permitidas a usarem este título pelas diretrizes da Câmera de Comércio com base na receita anual produzida pela indústria do cavalo. Cerca de 44,000 empregos são criados relacionados à reprodução, ao treinamento, em suma, relacionados a indústria equina em geral, que gera mais de $2,2 milhões de dólares na receita anual. Ocala e a Postime Farms também são palco de uma das maiores mostras de cavalos do país. H.I.T.S ou “Horses in the Sun” (Cavalos no Sol) é o evento de adestramento que dura cerca de dois meses e traz com ele algo em cerca de 6 e 7 milhões de dólares para a economia do Condado de Marion anualmente. Existem mais de 100 raças diferentes de cavalos Puros Sangue Ingleses, incluindo o Tennessee Walker, Paso Fino, Morgans, SaddleBreds, Drafts e o American Quarter Horse. Outros eventos equinos na área incluem o Cowboy Mounted Shooting da Florida Outlaws, também corridas de enduro, corridas em barris, eventos “extremos” de cowboys, shows de saltadores, shows de mágicas, desfiles, rodeios, e mais.
Ocala começou a passar por um grande crescimento na década de 1970, com o desenvolvimento da estrada Interstate 75 e a fundação da Disney World, localizada a somente 110 km a sudeste, em Orlando.
Nas últimas décadas do século vinte, a área da grande Ocala experimentou um dos maiores índices de crescimento no país para uma cidade de seu tamanho. A população do Condado de Marion em 2000 era de mais de 250,000 pessoas, tendo sido menor de 100,000 em 1975. Muito do crescimento do Condado é atribuído ao crescimento da popularidade da área como um local de destino para descanso, principalmente em duas áreas a sudoeste e sul da cidade: o corredor da SR 200 e o The Villages, respectivamente.
Muitas casas históricas estão preservadas no grande residencial chamado Historic District de Ocala, estabelecido em 1984. O foco deste Distrito é o East Fort King Street, com muito exemplos da arquitetura Victoriana. As estruturas de Ocala na lista National Register of Historic Places incluem o Edifício da Coca Cola, o E. C. Smith House, East Hall, the Marion Hotel, Mount Zioan A.M.E. Church, the Ritz Historic Inn, e a Union Train Station.
A localização original de Fort King foi designada um Marco Histórico Nacional em 2004.

## Geografia
De acordo com o United States Census Bureau, a cidade tem uma área de 116,1 km², onde todos os 116,1 km² estão cobertos por terra.
Ocala está cercada por uma paisagem natural exuberante, com o Ocala National Forest nas proximidades. Isso oferece aos moradores a oportunidade de explorar trilhas, acampar, pescar e apreciar a beleza natural da região. Além disso, a cidade está convenientemente localizada a uma curta distância de carro de várias praias e parques estaduais.

### Localidades na vizinhança
O diagrama seguinte representa as localidades num raio de 40 km ao redor de Ocala.

## Demografia
Segundo o censo nacional de 2010, a sua população é de 56 315 habitantes e sua densidade populacional é de 485 hab/km². É a localidade mais populosa do condado de Marion. Possui 26 764 residências, que resulta em uma densidade de 230,5 residências/km².

## Geminações
- Pisa, Toscana, Itália [6]
- Newbridge, Condado de Kildare, Irlanda [7]
- Sincelejo, Sucre, Colômbia [8]